# Haywire (Josh Turner)
Haywire è il quarto album in studio del cantante di musica country statunitense Josh Turner, pubblicato nel 2010.

## Tracce
1. Why Don't We Just Dance – 3:12
2. I Wouldn't Be a Man – 3:32
3. Haywire – 3:24
4. Your Smile – 3:35
5. Lovin' You on My Mind – 3:39
6. As Fast as I Could – 4:27
7. I'll Be There – 3:38
8. All Over Me – 3:19
9. Eye Candy – 2:53
10. Friday Paycheck – 4:00
11. The Answer – 4:14